# Thysanopyga carfinia
Thysanopyga carfinia är en fjärilsart som beskrevs av Druce 1893. Thysanopyga carfinia ingår i släktet Thysanopyga och familjen mätare. Inga underarter finns listade i Catalogue of Life.